# Listă de filme western din anii 1990
Aceasta este o listă de filme western din anii 1990.
| 1990                                          |                                |                                                                             |                                                       |                                                    |
| Back to the Future Part III                   | Robert Zemeckis                | Michael J. Fox, Christopher Lloyd, Mary Steenburgen, Thomas F. Wilson       | Statele Unite ale Americii                            | Science Fiction/comedy Western                     |
| Bad Jim                                       | Clyde Ware                     | James Brolin, Richard Roundtree, Harry Carey, Jr.                           | Statele Unite ale Americii                            | B Western                                          |
| Border Shootout                               | Chris McIntyre                 | Michael Forest, Cody Glenn, Michael Horse                                   | Statele Unite ale Americii                            | Western tradițional                                |
| Dances with Wolves                            | Kevin Costner                  | Kevin Costner, Mary McDonnell, Graham Greene                                | Statele Unite ale Americii                            | revisionist Western                                |
| El Diablo                                     | Peter Markle                   | Anthony Edwards, Louis Gossett, Jr.                                         | Statele Unite ale Americii                            | comedy Western                                     |
| Grim Prairie Tales                            | Wayne Coe                      | James Earl Jones, Brad Dourif                                               | Statele Unite ale Americii                            | Horror Western                                     |
| Gunsmoke: The Last Apache                     | Charles Correll                | James Arness, Geoffrey Lewis                                                | Statele Unite ale Americii                            | B Western (sequel to the TV-series 'Gunsmoke')     |
| Montana                                       | William A. Graham              | Gena Rowlands, Richard Crenna                                               | Statele Unite ale Americii                            | B Western                                          |
| Quigley Down Under                            | Simon Wincer                   | Tom Selleck, Laura San Giacomo, Alan Rickman                                | Australia                                             | Outback Western                                    |
| La sombra del tunco                           | Alfredo B. Crevenna            | Miguel Ángel Rodríguez, Jorge Rivero                                        | Mexic                                                 |                                                    |
| Young Guns II                                 | Geoff Murphy                   | Emilio Estevez, Kiefer Sutherland, Lou Diamond Phillips, Christian Slater   | Statele Unite ale Americii                            | Outlaw Western                                     |
| 1991                                          |                                |                                                                             |                                                       |                                                    |
| An American Tail: Fievel Goes West            | Phil Nibbelink, Simon Wells    | James Stewart (voice), Phillip Glasser (voice)                              | Statele Unite ale Americii                            | Animated Western                                   |
| Blood River                                   | Mel Damski                     | Ricky Schroder, Wilford Brimley                                             | Statele Unite ale Americii                            | B Western                                          |
| Brotherhood of the Gun                        | Vern Gillum                    | Brian Bloom, Jamie Rose                                                     | Statele Unite ale Americii                            | B Western                                          |
| City Slickers                                 | Ron Underwood                  | Billy Crystal, Daniel Stern, Helen Slater, Bruno Kirby, Jack Palance        | Statele Unite ale Americii                            | contemporary/comedy Western                        |
| Clearcut                                      | Ryszard Bugajski               | Graham Greene, John Boylan                                                  | Canada                                                |                                                    |
| Conagher                                      | Reynaldo Villalobos            | Sam Elliott, Katharine Ross                                                 | Statele Unite ale Americii                            | Western tradițional                                |
| The Gambler Returns: The Luck of the Draw     | Dick Lowry                     | Kenny Rogers, Rick Rossovich, Reba McEntire                                 | Statele Unite ale Americii                            | Western tradițional                                |
| Into the Badlands                             | Sam Pillsbury                  | Bruce Dern, Mariel Hemingway, Helen Hunt, Dylan McDermott                   | Statele Unite ale Americii                            | Horror Western                                     |
| Mi querido Tom Mix                            | Carlos García Agraz            | Ana Ofelia Murguía, Eduardo Palomo                                          | Mexic                                                 |                                                    |
| My Heroes Have Always Been Cowboys            | Stuart Rosenberg               | Scott Glenn, Kate Capshaw, Ben Johnson, Gary Busey                          | Statele Unite ale Americii                            | contemporary Western                               |
| Son of the Morning Star                       | Mike Robe                      | Gary Cole, Dean Stockwell, Roseanna Arquette, Rodney A. Grant, Nick Ramus   | Statele Unite ale Americii                            | cavalry Western                                    |
| Sundown: The Vampire in Retreat               | Anthony Hickox                 | David Carradine, Bruce Campbell                                             | Statele Unite ale Americii                            | Horror Western                                     |
| A Thousand Pieces of Gold                     | Nancy Kelly                    | Rosalind Chao, Chris Cooper                                                 | Statele Unite ale Americii                            | revisionist Western                                |
| 1992                                          |                                |                                                                             |                                                       |                                                    |
| The Broken Spur                               | Warren Chaney                  | Gabe Folse                                                                  | Statele Unite ale Americii                            | Western tradițional                                |
| Far and Away                                  | Ron Howard                     | Tom Cruise, Nicole Kidman                                                   | Statele Unite ale Americii                            | epic Western                                       |
| La fichera mas rapida del oeste               | Víctor Manuel Castro           | Rafael Inclán                                                               | Mexic                                                 | comedy Western                                     |
| Gunsmoke: To the Last Man                     | Jerry Jameson                  | James Arness, Pat Hingle                                                    | Statele Unite ale Americii                            | B Western (sequel to the TV-series 'Gunsmoke')     |
| The Last of the Mohicans                      | Michael Mann                   | Daniel Day-Lewis, Madeleine Stowe, Wes Studi, Russell Means                 | Statele Unite ale Americii                            | colonial Western                                   |
| Mad at the Moon                               | Martin Donovan                 | Mary Stuart Masterson, Hart Bochner, Fionnula Flanagan                      | Statele Unite ale Americii                            | Horror Western                                     |
| El Mariachi                                   | Robert Rodriguez               | Carlos Gallardo, Consuelo Gómez, Peter Marquardt                            | Mexic · Statele Unite ale Americii                    | contemporary Western                               |
| The Running Gun                               | Lindsay Shonteff               | James E. Coates                                                             | Statele Unite ale Americii                            | B Western                                          |
| Testigo silencioso                            | Luis Quintanilla Rico          | Carlos Cardán                                                               | Mexic                                                 |                                                    |
| Thunderheart                                  | Michael Apted                  | Graham Greene, Val Kilmer, Sam Shepard                                      | Statele Unite ale Americii                            | contemporary Western                               |
| Unforgiven                                    | Clint Eastwood                 | Clint Eastwood, Gene Hackman, Morgan Freeman, Richard Harris                | Statele Unite ale Americii                            | revisionist Western                                |
| 1993                                          |                                |                                                                             |                                                       |                                                    |
| The Ballad of Little Jo                       | Maggie Greenwald               | Suzy Amis, Ian McKellen                                                     | Statele Unite ale Americii                            | revisionist Western                                |
| Bonanza: The Return                           | Jerry Jameson                  | Ben Johnson, Michael Landon, Jr., Emily Warfield                            | Statele Unite ale Americii                            | B Western (sequel to the TV-series 'Bonanza')      |
| Geronimo                                      | Roger Young                    | Joseph Runningfox, Nick Ramus                                               | Statele Unite ale Americii                            | biographical Western                               |
| Geronimo: An American Legend                  | Walter Hill                    | Wes Studi, Gene Hackman, Jason Patric, Robert Duvall                        | Statele Unite ale Americii                            | revisionist Western                                |
| Gunfight at Red Dog Corral                    | Christopher Coppola            | Christina Fulton                                                            | Statele Unite ale Americii                            | B Western                                          |
| Gunsmoke: The Long Ride                       | Jerry Jameson                  | James Arness, James Brolin, Ali MacGraw                                     | Statele Unite ale Americii                            | B Western (sequel to the TV-series 'Gunsmoke')     |
| Jonathan degli orsi                           | Enzo G. Castellari             | Franco Nero, John Saxon, Floyd Red Crow Westerman                           | Italia                                                | Spaghetti Western                                  |
| Paper Hearts                                  | Rod McCall                     | James Brolin, Sally Kirkland, Pamela Gidley, Kris Kristofferson             | Statele Unite ale Americii                            | Western drama                                      |
| Posse                                         | Mario Van Peebles              | Mario Van Peebles, Woody Strode                                             | Statele Unite ale Americii                            | revisionist Western                                |
| Río Diablo                                    | Rod Hardy                      | Kenny Rogers, Travis Tritt                                                  | Statele Unite ale Americii                            |                                                    |
| Samurai Cowboy                                | Michael Keusch                 | Hiromi Go, Catherine Mary Stewart, Robert Conrad                            | Canada                                                | contemporary Western                               |
| Sommersby                                     | Jon Amiel                      | Richard Gere, Jodie Foster, Bill Pullman                                    | Statele Unite ale Americii                            | North&South                                        |
| Texas - Doc Snyder hält die Welt in Atem      | Ralf Huettner, Helge Schneider | Helge Schneider                                                             | Germania                                              | comedy Euro-Western                                |
| Tombstone                                     | George P. Cosmatos             | Kurt Russell, Val Kilmer, Bill Paxton                                       | Statele Unite ale Americii                            | Outlaw Western                                     |
| Uninvited                                     | Michael Derek Bohusz           | Jack Elam                                                                   | Statele Unite ale Americii                            | Horror Western                                     |
| 1994                                          |                                |                                                                             |                                                       |                                                    |
| Bad Girls                                     | Jonathan Kaplan                | Madeleine Stowe, Mary Stuart Masterson, Andie MacDowell, Drew Barrymore     | Statele Unite ale Americii                            |                                                    |
| Blind Justice                                 | Richard Spence                 | Armand Assante, Robert Davi                                                 | Statele Unite ale Americii                            | B Western                                          |
| Cheyenne Warrior                              | Mark Griffiths                 | Kelly Preston, Pato Hoffmann, Bo Hopkins, Dan Haggerty                      | Statele Unite ale Americii                            |                                                    |
| The Cisco Kid                                 | Luis Valdez                    | Jimmy Smits, Cheech Marin                                                   | Statele Unite ale Americii                            |                                                    |
| City Slickers II: The Legend of Curly's Gold  | Paul Weiland                   | Billy Crystal, Daniel Stern, Jack Palance                                   | Statele Unite ale Americii                            | contemporary/comedy Western                        |
| The Cowboy Way                                | Gregg Champion                 | Woody Harrelson, Kiefer Sutherland                                          | Statele Unite ale Americii                            | contemporary/comedy Western                        |
| Dead Man's Revenge                            | Alan J. Levi                   | Bruce Dern, Michael Ironside                                                | Statele Unite ale Americii                            | B Western                                          |
| Four Eyes and Six Guns                        | Piers Haggard                  | Judge Reinhold, Patricia Clarkson                                           | Statele Unite ale Americii                            | comedy Western                                     |
| Frank & Jesse                                 | Robert Boris                   | Rob Lowe, Bill Paxton                                                       | Statele Unite ale Americii                            | Outlaw Western                                     |
| F.T.W.                                        | Michael Karbelnikoff           | Mickey Rourke, Lori Singer                                                  | Statele Unite ale Americii                            | contemporary Western                               |
| Gambler V: Playing for Keeps                  | Jack Bender                    | Kenny Rogers, Scott Paulin, Brett Cullen                                    | Statele Unite ale Americii                            | Western tradițional                                |
| Gunsmoke: One Man's Justice                   | Jerry Jameson                  | James Arness, Bruce Boxleitner, Amy Stock-Poynton                           | Statele Unite ale Americii                            | B Western (sequel to the TV-series 'Gunsmoke')     |
| The Last Outlaw                               | Geoff Murphy                   | Mickey Rourke, Dermot Mulroney                                              | Statele Unite ale Americii                            | Outlaw Western                                     |
| Legends of the Fall                           | Edward Zwick                   | Brad Pitt, Anthony Hopkins, Aidan Quinn, Julia Ormond, Henry Thomas         | Statele Unite ale Americii                            | Western tradițional                                |
| Lightning Jack                                | Simon Wincer                   | Paul Hogan, Cuba Gooding, Jr., Beverly D'Angelo                             | ,                                                     | comedy Western                                     |
| Maverick                                      | Richard Donner                 | Mel Gibson, Jodie Foster, James Garner                                      | Statele Unite ale Americii                            | comedy Western                                     |
| Oblivion                                      | Sam Irvin                      | Richard Joseph Paul                                                         | Statele Unite ale Americii                            | Science Fiction Western                            |
| Outlaws: The Legend of O.B. Taggart           | Rupert Hitzig                  | Mickey Rooney, Ernest Borgnine                                              | Statele Unite ale Americii                            |                                                    |
| The Outsider                                  | David Briggs                   | Grainger Hines, Al Hansen                                                   | Statele Unite ale Americii                            |                                                    |
| Rockwell                                      | Richard Lloyd Dewey            | Randy Gleave, Scott Christopher                                             | Statele Unite ale Americii                            |                                                    |
| Silent Tongue                                 | Sam Shepard                    | Richard Harris, Sheila Tousey, Alan Bates                                   | , ,                                                   | Fantasy/Horror Western                             |
| Siringo                                       | Kevin G. Cremin                | Brad Johnson, Chad Lowe                                                     | Statele Unite ale Americii                            | Western tradițional                                |
| Sodbusters                                    | Eugene Levy                    | Kris Kristofferson, John Vernon, Fred Willard                               | Canada                                                | comedy Western                                     |
| Trigger Fast                                  | David Lister                   | Jürgen Prochnow, Martin Sheen                                               | Statele Unite ale Americii                            |                                                    |
| Troublemakers                                 | Terence Hill                   | Terence Hill, Bud Spencer                                                   | Italia                                                | Spaghetti Western                                  |
| Wagons East!                                  | Peter Markle                   | John Candy, Richard Lewis                                                   | Statele Unite ale Americii                            | comedy Western                                     |
| Wyatt Earp                                    | Lawrence Kasdan                | Kevin Costner, Dennis Quaid, Gene Hackman, David Andrews                    | Statele Unite ale Americii                            | Outlaw/revisionist Western                         |
| Wyatt Earp: Return to Tombstone               | Paul Landres, Frank McDonald   | Hugh O'Brian, Bruce Boxleitner, Paul Brinegar, Harry Carey, Jr., Bo Hopkins | Statele Unite ale Americii                            | traditonal Western (mixed new and archive footage) |
| 1995                                          |                                |                                                                             |                                                       |                                                    |
| 8 Seconds                                     | John G. Avildsen               | Luke Perry, Stephen Baldwin                                                 | Statele Unite ale Americii                            | contemporary Western                               |
| Black Fox                                     | Steven Hilliard Stern          | Christopher Reeve, Tony Todd                                                | ,                                                     | Western tradițional                                |
| Bonanza: Under Attack                         | Jerry Jameson                  | Ben Johnson, Michael Landon, Jr., Emily Warfield                            | Statele Unite ale Americii                            | B Western (sequel to the TV-series 'Bonanza')      |
| Buffalo Girls                                 | Rod Hardy                      | Angelica Huston, Melanie Griffith, Gabriel Byrne, Peter Coyote              | Statele Unite ale Americii                            | revisionist Western                                |
| Convict Cowboy                                | Rod Holcomb                    | Jon Voight, Kyle Chandler, Marcia Gay Harden                                | Statele Unite ale Americii                            | contemporary Western                               |
| Dead Man                                      | Jim Jarmusch                   | Johnny Depp                                                                 | Statele Unite ale Americii                            | Acid Western                                       |
| Desperado                                     | Robert Rodriguez               | Antonio Banderas, Salma Hayek, Joaquim de Almeida                           | Statele Unite ale Americii                            | contemporary Western                               |
| The Desperate Trail                           | P. J. Pesce                    | Sam Elliott, Craig Sheffer                                                  | Statele Unite ale Americii                            | Western tradițional                                |
| East Meets West                               | Kihachi Okamoto                | Christopher Mayer, Hiroyuki Sanada                                          | Japonia                                               | Samurai Western                                    |
| A Fistful of Fingers                          | Edgar Wright                   | Graham Low                                                                  | Regatul Unit al Marii Britanii și al Irlandei de Nord | comedy Western                                     |
| La fuga de los Pérez                          | Hernando Name                  | Mario Almada, Hugo Stiglitz                                                 | Mexic                                                 | comedy Western                                     |
| The Good Old Boys                             | Tommy Lee Jones                | Tommy Lee Jones, Terry Kinney, Frances McDormand                            | Statele Unite ale Americii                            | B Western                                          |
| Gunfighter's Moon                             | Larry Ferguson                 | Lance Henriksen, Kay Lenz                                                   | Statele Unite ale Americii                            | romance Western                                    |
| Hard Bounty                                   | Jim Wynorski                   | Kelly LeBrock, Matt McCoy                                                   | Statele Unite ale Americii                            | Sex Western                                        |
| In Pursuit of Honor                           | Ken Olin                       | Don Johnson, Craig Sheffer,                                                 | Statele Unite ale Americii                            | contemporary Western                               |
| Last of the Dogmen                            | Tab Murphy                     | Tom Berenger, Barbara Hershey                                               | Statele Unite ale Americii                            | contemporary/romance Western                       |
| Lone Justice 2                                | Jack Bender                    | Brad Johnson, Luis Ávalos                                                   | Statele Unite ale Americii                            | B Western                                          |
| A Mother's Gift                               | Jerry London                   | Nancy McKeon, Adrian Pasdar                                                 | Statele Unite ale Americii                            | B Western                                          |
| Peace Hotel                                   | Ka-Fai Wai                     | Chow Yun-fat, Cecilia Yip                                                   | Hong Kong                                             | Manchurian Western                                 |
| Pharaoh's Army                                | Robby Henson                   | Chris Cooper, Patricia Clarkson                                             | Statele Unite ale Americii                            |                                                    |
| The Quick and the Dead                        | Sam Raimi                      | Sharon Stone, Gene Hackman, Russell Crowe, Leonardo DiCaprio                | Statele Unite ale Americii                            | Outlaw Western                                     |
| Riders in the Storm                           | Charles Biggs                  | Bo Hopkins, Kim Dawson, Michael Horse                                       | Statele Unite ale Americii                            |                                                    |
| Savate                                        | Isaac Florentine               | Oliver Gruner, Marc Singer                                                  | Statele Unite ale Americii                            |                                                    |
| Sons of Trinity                               | Enzo Barboni                   | Heath Kizzier, Keith Neubert                                                | Italia                                                | Spaghetti Western                                  |
| Tall Tale                                     | Jeremiah S. Chechik            | Patrick Swayze, Nick Stahl                                                  | Statele Unite ale Americii                            | family Fantasy Western                             |
| Tecumseh: The Last Warrior                    | Larry Elikann                  | Jesse Borrego, David Clennon                                                | Statele Unite ale Americii                            | frontier Western                                   |
| Wild Bill                                     | Walter Hill                    | Jeff Bridges, Ellen Barkin, John Hurt, David Arquette                       | Statele Unite ale Americii                            | revisionist Western                                |
| 1996                                          |                                |                                                                             |                                                       |                                                    |
| Aquí llega Condemor, el pecador de la pradera | Álvaro Sáenz de Heredia        | Aldo Sambrell                                                               | Spania                                                | comedy Western                                     |
| The Cherokee Kid                              | Paris Barclay                  | Sinbad, James Coburn                                                        | Statele Unite ale Americii                            | comedy Western                                     |
| Cheyenne                                      | Dimitri Logothetis             | Gary Hudson, Bobbie Phillips                                                | Statele Unite ale Americii                            |                                                    |
| Crazy Horse                                   | John Irvin                     | Michael Greyeyes, Ned Beatty, Irene Bedard                                  | Statele Unite ale Americii                            | biographical Western                               |
| From Dusk till Dawn                           | Robert Rodriguez               | George Clooney, Harvey Keitel, Quentin Tarantino, Juliette Lewis            | Statele Unite ale Americii                            | Horror Western                                     |
| Last Man Standing                             | Walter Hill                    | Bruce Willis, Christopher Walken                                            | Statele Unite ale Americii                            |                                                    |
| Lone Star                                     | John Sayles                    | Chris Cooper, Elizabeth Peña, Kris Kristofferson, Matthew McConaughey       | Statele Unite ale Americii                            | contemporary Western                               |
| El Mariachi II                                | Carlos Gallardo                | Carlos Gallardo, Alejandra Prado                                            | Mexic                                                 |                                                    |
| Los matones de mi pueblo                      | Juan José Pérez Padilla        |                                                                             | Mexic                                                 | comedy Western                                     |
| North Star                                    | Nils Gaup                      | James Caan, Christopher Lambert                                             | Statele Unite ale Americii                            | Alaska gold rush Western                           |
| Oblivion 2: Backlash                          | Sam Irvin                      | Richard Joseph Paul                                                         | Statele Unite ale Americii                            | Science Fiction Western                            |
| Petticoat Planet                              | David DeCoteau                 | Elizabeth Kaitan, Troy Vincent                                              | Statele Unite ale Americii                            | Space Western                                      |
| Riders of the Purple Sage                     | Charles Haid                   | Ed Harris, Amy Madigan                                                      | Statele Unite ale Americii                            | Western tradițional                                |
| Ruby Jean and Joe                             | Geoffrey Sax                   | Tom Selleck, Rebekah Johnson                                                | Statele Unite ale Americii                            | contemporary Western                               |
| Shaughnessy                                   | Michael Ray Rhodes             | Matthew Settle, Linda Kozlowski                                             | Statele Unite ale Americii                            | B Western                                          |
| 1997                                          |                                |                                                                             |                                                       |                                                    |
| Blood Trail                                   | Barry Tubb                     | Barry Tubb, Sarah Essex, Raoul Trujillo                                     | Statele Unite ale Americii                            | Horror Western                                     |
| Buffalo Soldiers                              | Charles Haid                   | Danny Glover, Tom Bower, Timothy Busfield                                   | Statele Unite ale Americii                            | cavalry Western                                    |
| Last Stand at Sabre River                     | Dick Lowry                     | Tom Selleck, Suzy Amis                                                      | Statele Unite ale Americii                            | Western tradițional                                |
| Los Locos                                     | Jean-Marc Vallée               | Mario Van Peebles, Melora Walters, René Auberjonois, Danny Trejo            | Canada                                                |                                                    |
| Once Upon a Time in China and America         | Sammo Hung                     | Jet Li, Rosamund Kwan                                                       | Hong Kong                                             | Hybrid Western                                     |
| The Postman                                   | Kevin Costner                  | Kevin Costner, Will Patton                                                  | Statele Unite ale Americii                            | Apocalyptic/Science Fiction Western                |
| Promise the Moon                              | Ken Jubenville                 | Henry Czerny, Colette Stevenson, Shawn Ashmore                              | Canada                                                | B Western drama                                    |
| Rose Hill                                     | Christopher Cain               | Jennifer Garner, Justin Chambers                                            | ,                                                     | B Western drama                                    |
| The Shooter                                   | Fred Olen Ray                  | Michael Dudikoff, Randy Travis                                              | Statele Unite ale Americii                            | Western tradițional                                |
| 1998                                          |                                |                                                                             |                                                       |                                                    |
| Almost Heroes                                 | Christopher Guest              | Chris Farley, Matthew Perry                                                 | Statele Unite ale Americii                            | comedy Western                                     |
| Dollar for the Dead                           | Gene Quintano                  | Emilio Estévez, William Forsythe, Joaquim de Almeida                        | ,                                                     |                                                    |
| Gunfighter                                    | Christopher Coppola            | Robert Carradine, Martin Sheen                                              | Statele Unite ale Americii                            | B Western                                          |
| Gunslinger's Revenge (aka, Il Mio West)       | Giovanni Veronesi              | Leonardo Pieraccioni, Harvey Keitel, David Bowie                            | Italia                                                | Spaghetti Western                                  |
| The Hi-Lo Country                             | Stephen Frears                 | Sam Elliott, Billy Crudup                                                   | Statele Unite ale Americii                            |                                                    |
| Perro de cadena                               | Fernando Durán Rojas           | Hugo Stiglitz                                                               | Mexic                                                 |                                                    |
| The Ransom of Red Chief                       | Bob Clark                      | Haley Joel Osment, Christopher Lloyd, Michael Jeter                         | Statele Unite ale Americii                            | comedy Western                                     |
| Two For Texas                                 | Rod Hardy                      | Kris Kristofferson, Scott Bairstow                                          | Statele Unite ale Americii                            |                                                    |
| Vampires                                      | John Carpenter                 | James Woods, Daniel Baldwin, Sheryl Lee                                     | Statele Unite ale Americii                            | Horror Western                                     |
| La vuelta de El Coyote                        | Mario Camus                    | José Coronado, Nigel Davenport                                              | Spania                                                |                                                    |
| Wind River                                    | Tom Shell                      | Blake Heron, A. Martinez, Karen Allen, Russell Means, Wes Studi             | Statele Unite ale Americii                            | revisionist Western                                |
| 1999                                          |                                |                                                                             |                                                       |                                                    |
| From Dusk till Dawn 2: Texas Blood Money      | Scott Spiegel                  | Robert Patrick, Bo Hopkins, Duane Whitaker                                  | Statele Unite ale Americii                            | Horror Western                                     |
| The Jack Bull                                 | John Badham                    | John Cusack, John Goodman, L. Q. Jones                                      | Statele Unite ale Americii                            | Western tradițional                                |
| The Long Road Home                            | Craig Clyde                    | Michael Ansara, Mary Elizabeth Winstead, T.J. Lowther, Craig Clyde          | Statele Unite ale Americii                            | contemporary/Family Western                        |
| Outlaw Justice                                | Bill Corcoran                  | Willie Nelson, Kris Kristofferson                                           | Statele Unite ale Americii                            | Outlaw Western                                     |
| Phantom Town                                  | Jeff Burr                      | John Patrick White, Taylor Locke, Lauren Summers                            | ,                                                     | Horror Western                                     |
| Purgatory                                     | Uli Edel                       | Sam Shepard, Eric Roberts, Donnie Wahlberg, Randy Quaid, Brad Rowe          | Statele Unite ale Americii                            | Fantasy/Horror Western                             |
| Ravenous                                      | Antonia Bird                   | Robert Carlyle, Jeffrey Jones, Guy Pearce                                   | Statele Unite ale Americii                            | Horror Western                                     |
| Ride with the Devil                           | Ang Lee                        | Tobey Maguire, Skeet Ulrich, Jeffrey Wright, Simon Baker                    | Statele Unite ale Americii                            | revisionist Western                                |
| You Know My Name                              | John Kent Harrison             | Sam Elliott, James Gammon                                                   | Statele Unite ale Americii                            |                                                    |
| Wild Wild West                                | Barry Sonnenfeld               | Will Smith, Kevin Kline, Salma Hayek                                        | Statele Unite ale Americii                            | Steampunk/comedy Western                           |